# Martin Woythal
Martin Woythal (* 13. November 1928 in Uslar; † 9. November 2012 in Frankfurt am Main) war von 1968 bis 1974 letzter Landrat des Landkreises Hanau.

## Bürgermeister in Großkrotzenburg
Martin Woythal begann sein Berufsleben mit einer Verwaltungslaufbahn in Uslar. Als Mitglied der SPD wurde er 1958 in Großkrotzenburg, damals Kreis Hanau in Hessen, zum Bürgermeister gewählt. In der Zeit des Wirtschaftswunders war es ihm möglich, umfangreich in die Infrastruktur der Gemeinde zu investieren. In seinen zwei ersten Amtsjahren entstand erstmals seit den Römern eine Kanalisation in Großkrotzenburg. Straßen erhielten einen festen Belag, drei Kilometer Straßenbeleuchtung wurden angelegt und ein Hallenbad gebaut. In seine Amtszeit fiel auch, dass sich in der Gemarkung das Kohlekraftwerk Staudinger der Preußen-Elektra ansiedelte, der größte Gewerbesteuerzahler der Gemeinde. Aus dem Dorf entwickelte sich in dieser Zeit eine moderne Gemeinde, der Stimmenanteil der SPD kletterte auf 64,3 %.

## Landrat des Kreises Hanau
Am 1. April 1968 wurde Martin Woythal zum Landrat des Kreises Hanau gewählt, in dem seine Partei, die SPD, mit Mehrheit führte. So konnte er auch hier – immer noch in der Zeit des Wirtschaftswunders – in großem Umfang investieren: Acht Gesamtschulen mit Sportstätten und Hallenbädern, das Jugendzentrum Ronneburg, das Schullandheim Bernau im Schwarzwald und mehrere Bürgerhäuser wurden neu errichtet. Mit dem Projekt eines klassenlosen Krankenhauses bei Hochstadt scheiterte er allerdings an finanziellen Schwierigkeiten.
Im Zuge der Gebietsreform in Hessen wurden für den Kreis Hanau verschiedene Modelle diskutiert. Für die Kreise Hanau (SPD-geführt), Gelnhausen und Schlüchtern (beide CDU-geführt) kam es schließlich zur Fusion zum bevölkerungsreichsten Landkreis Hessens und zugleich zum flächenmäßig größten in Südhessen. Die Fusion, die Martin Woythal unterstützte, wurde zum 1. Juli 1974 vollzogen. Die dahinter stehende Überlegung, dass der relativ bevölkerungsreiche Kreis Hanau zu einer SPD-Mehrheit im neuen Main-Kinzig-Kreis führen werde, ging nicht auf: Bei den ersten Wahlen zu dem neuen Großkreis 1974 unterlag Martin Woythal knapp Hans Rüger (CDU), dem bisherigen Landrat des Kreises Gelnhausen, der damit erster Landrat des Main-Kinzig-Kreises wurde. Diese Niederlage verkraftete Martin Woythal politisch nicht: Er zog sich aus der Politik zurück.